# Raica Oliveira
Raica Oliveira (Niterói, 25 gennaio 1984) è una modella brasiliana.

## Carriera
Dopo aver conquistato il secondo posto alla finale internazionale di New Look della Elite Model Management nel 1999, Raica Oliveira sfila sulle passerelle per le collezioni autunnali a Parigi e Milano a fianco delle super modelle Adriana Lima, Maggie Rizer, Oluchi e Karen Elson.
È stata fotomodella per riviste come Vogue, Vanity Fair, Cosmopolitan, Glamour, Mademoiselle.  Partecipa alle campagne pubblicitarie di Victoria's Secret e di profumi Dolce & Gabbana. Inoltre è stata ambasciatrice della marca di cosmetici Avon.
Ha fatto campagne per Chanel, Dior, D&G, Avon, TNG, Pepe Jeans, Lancôme, Yves Saint Laurent, Victoria's Secret, Forum, Mercedes-Benz, Armani  e molti altri brand. Ha fatto servizi fotografici con: Vogue, Elle, Sports Illustrated Swimsuit Issue, Vanity Fair, Cosmopolitan, Marie Claire, Harper´s Bazaar, ID, Glamour, Surface, Allure, Mademoiselle, e altri. Attualmente è rappresentata dall'agenzia di moda Joy Model Management.

## Vita personale
È stata fidanzata con il calciatore Cristiano Ronaldo.

## Televisione
- 2008 - Hoje em Dia
- 2011 - Insensato Coração